# عبد الله بن عبد المؤمن الواسطي
عبد الله بن عبد المؤمن الواسطي أبو محمد، المعروف بابن الوجيه، يلقب بتاج الدين، ونجم الدين، والتاجر، وكان يسافر كثيرا رحل إلى بلدان كثيرة، وعلَّم الناس، توفي سنة (740هـ).
كان ابن وجيه عالما مهما في زمانه، وسبب ذلك كثرة أسفاره، وتنقله بين البلدان، واعتنى بعلم القراءات وغيرها من العلوم أتمَّ عناية، وقرأ بقراءات وأسانيد لم تتحقق للكثير من العلماء في زمانه.
ومن أبرز مؤلفاته: الكنز في القراءات العشر، ونظم الكنز، واسمه: الكفاية على طريق الشاطبية، ونظم روضة الأزهار في قراءات العشرة أئمة الأمصار.

## اسمه ونسبه
اسمه: عبد الله بن عبد المؤمن بن الوجيه الواسطي، يعرف بابن الوجيه.
ألقابه: تاج الدين، نجم الدين، قوام الدين، التاجر، ولُقِّبَ بالتاجر لأن التجارة كانت مهنته التي يعيش منها، ويسافر كثيرا لأجلها.
كنيته: أبو محمد.
حياته: ولد بمدينة واسط سنة (671هـ)، ورحل إلى دمشق، وتوفي ببغداد سنة (740هـ)
شيوخه: التقي الصائغ، ابن المعلم، نجم الدين أحمد بن غزَّال الواسطي.
تلامذته: شمس الدين الذهبي، الحسن العسكري.

## مسيرته العلمية
مقرئ، رحل كثيرا في طلب العلم. ولد بواسط، قال الذهبي: قدم علينا فرأيته من علماء هذا الشأن، واشتهر اسمه، وكان بصيرا بالقراءات، أخذ عني وأخذت عنه، وأقرأ الناس ببغداد والبصرة والبحرين ومكة والشام وغير ذلك. وكان تاجرا كثير الأسفار.

## أهمية ترجمة هذا العلم
كان ابن وجيه عالما مهما في زمانه، وسبب ذلك كثرة أسفاره، وتنقله بين البلدان، حيث التقى بعلماء كثيرين، ويكفي في معرفة ذلك ما ذكره ابن الجزري في غاية النهاية عنه، من أنه كان صاحب دين وصلاح، واعتنى بعلم القراءات وغيرها من العلوم أتمَّ عناية، وقرأ بقراءات وأسانيد لم تتحقق للكثير من العلماء في زمانه، فلو قرأ الناس عليه أو على صاحبه علي الديواني الواسطي، لاتصلت كثير من أسانيد الكتب في القراءات المنقطعة، ولكن الناس قصرت همتهم، وامتنعوا عن الاستفادة من هذا العالم.

## معارضة بعض الناس لمنهجه في إقراء القرآن
اعتاد الناس في ذلك القرن الثامن القراءة بما في التيسير لأبي عمرو الداني والشاطبية لأبي القاسم الشاطبي، وكان ابن الوجيه الواسطي يعلم الناس القراءات العشر، فلما جاء إلى دمشق في سنة (730هـ) وبدأ يقرأ الناس القراءات العشر بأسانيد كتابيه: الكنز والكفاية ، حسده بعض قراء دمشق ممن لا يعرفون القراءات العشر، فطلبوا من قضاة دمشق منعه، ولكن العلماء في ذلك العصر في كل البلدان بينوا أن الصواب مع ابن الوجيه، وأن القراءات العشر كلها صحيحة، وتنطبق عليه شروط القراءة الصحيحة، وما عدا القراءات العشرة فهو شاذ لا يُقرأ به لأنه لا تنطبق عليه أركان القراءة الصحيحة.

## أبرز مؤلفاته
1. الكنز في القراءات العشر، جمع فيه بين متن حرز الأماني لأبي القاسم الشاطبي.
2. إرشاد المبتدي وتذكار المنتهي في القراءات العشر، من تأليف أبي العز محمد بن الحسين القلانسي.[2]
3. نظم الكنز، واسمه: الكفاية على طريق الشاطبية، وقد ذكرها الذهبي حيث قال: ونظم قصيدة كقصيدة الشاطبية حرز الأماني في الشعر، وهي قصدية قافيتها لامية مثل قصيدة حرز الأماني للشاطبي، وعدد أبياتها ألف ومائتان وثلاثة وسبعون بيتا.[10][11]
4. روضة الأزهار في قراءات العشرة أئمة الأمصار، نظم كتاب الإرشاد للقلانسي، وزاد عليه الإدغام الكبير لأبي عمرو، وعدد أبياته ألف ومائة وثلاثة وخمسون بيتا.
5. المختار في القراءات.[3]
6. تحفة الإخوان في مآرب القرآن.
7. اللمعة الجلية في النحو.[7]